# Distretto di Miyaki
Il distretto di Miyaki (三養基郡, Miyaki-gun?) è uno dei distretti della prefettura di Saga, in Giappone.
Attualmente fanno parte del distretto i comuni di Kamimine, Kiyama e Miyaki.